# Mount Feldkotter
Mount Feldkotter är ett berg i Antarktis. Det ligger i Västantarktis. Argentina, Chile och Storbritannien gör anspråk på området. Toppen på Mount Feldkotter är 1 510 meter över havet, eller 511 meter över den omgivande terrängen. Bredden vid basen är 5,6 km.
Terrängen runt Mount Feldkotter är kuperad västerut, men österut är den platt. Trakten är obefolkad. Det finns inga samhällen i närheten.